# Culicoides décor
Culicoides décor är en tvåvingeart som först beskrevs av Samuel Wendell Williston  1896.  Culicoides décor ingår i släktet Culicoides och familjen svidknott. Inga underarter finns listade i Catalogue of Life.